# Zuppa imperiale
La zuppa imperiale è un piatto tipico della tradizione culinaria dell'Emilia-Romagna, diffuso soprattutto nelle zone attorno a Bologna e Ravenna. È un primo piatto con una preparazione a base di semolino, uova, parmigiano grattugiato, poco burro, e noce moscata. Una variante prevede l'aggiunta della ricotta. L'impasto che si ottiene mescolando gli ingredienti viene steso sulla placca e cotto al forno. Viene quindi tagliato a cubetti e versato nel brodo di carne bollente.
Di questa ricetta parla anche Pellegrino Artusi nel suo ricettario La scienza in cucina e l'arte di mangiar bene, chiamandola minestra composta con il semolino, di cui esistono due versioni.